# Flávia Roberta Francelino Prado
Flávia Roberta Francelino Prado (Campinas, 4 ottobre 1979) è un'ex cestista brasiliana naturalizzata italiana.

## Carriera
Alta 194 cm, è stata centro in Serie A1 con Venezia e Taranto, con cui ha vinto due scudetti.

## Palmarès
- Campionato italiano: 2
Taranto Cras: 2008-09, 2009-10
- Campionato italiano di Serie A2: 1
Basket Alcamo: 2010-11